# Trojka
Trojka (со словац. — «Тройка») — третья, спортивная телепрограмма Словацкого телевидения, вещавшая с 2008 по 2011 годы.
С 22 декабря 2019 по 30 ноября 2022 года перезапущен как канал архивного контента с Чехословацкого телевидения и Словацкого телевидения.

## Краткая история
Телеканал был официально запущен 8 августа 2008 в 14:00 по Братиславскому времени в момент начала церемонии открытия летних Олимпийских игр в Пекине. Телеканал производил вещание по технологии DVB-T, а также мог вещать через кабельные сети и через спутник. 30 июня 2011 решением Радио и телевидения Словакии лишён лицензии по причине банкротства и прекратил вещание.

## Телепрограммы (2008-2011)

### Словацкие
- Aréna
- Góly body sekundy
- Góóól
- Odpískané
- Šport vo svete
- Športové ozveny

### Международные
- Журнал НХЛ
- Журнал Лиги чемпионов
- Неделя в КХЛ